# Distretto di Parita
Il distretto di Parita è un distretto di Panama nella provincia di Herrera con 8.885 abitanti al censimento 2010

## Geografia antropica

### Suddivisioni amministrative
Il distretto è suddiviso in sette comuni (corregimientos):
- Parita
- Cabuya
- Los Castillos
- Llano de la Cruz
- París
- Portobelillo
- Potuga